# Korādih
Korādih är en ort i Indien.   Den ligger i distriktet Nagpur och delstaten Maharashtra, i den centrala delen av landet, 800 km söder om huvudstaden New Delhi. Korādih ligger 307 meter över havet och antalet invånare är 3 225.
Terrängen runt Korādih är platt. Runt Korādih är det mycket tätbefolkat, med 1 754 invånare per kvadratkilometer. Närmaste större samhälle är Nagpur, 11,4 km söder om Korādih. Runt Korādih är det i huvudsak tätbebyggt.